# Nido di rondine
Nido di rondine (in russo Ласточкино гнездо?, Lastočkino gnezdo; in ucraino Ластівчине гніздо?, Lastivčyne hnizdo) è un castello decorativo vicino a Jalta, in Crimea. Fu costruito in stile neogotico fra il 1911 e il 1912 vicino a Gaspra, su una scogliera a strapiombo sul mare (40 metri di altezza) ed è opera dell'architetto russo Leonid Sherwood. Il castello domina il capo di Ai-Todor sul Mar Nero e sorge a poca distanza dalle rovine dell'accampamento romano di Charax. Nido di rondine è uno dei monumenti più visitati della Crimea ed è divenuto il simbolo della costa meridionale della penisola.

## Storia

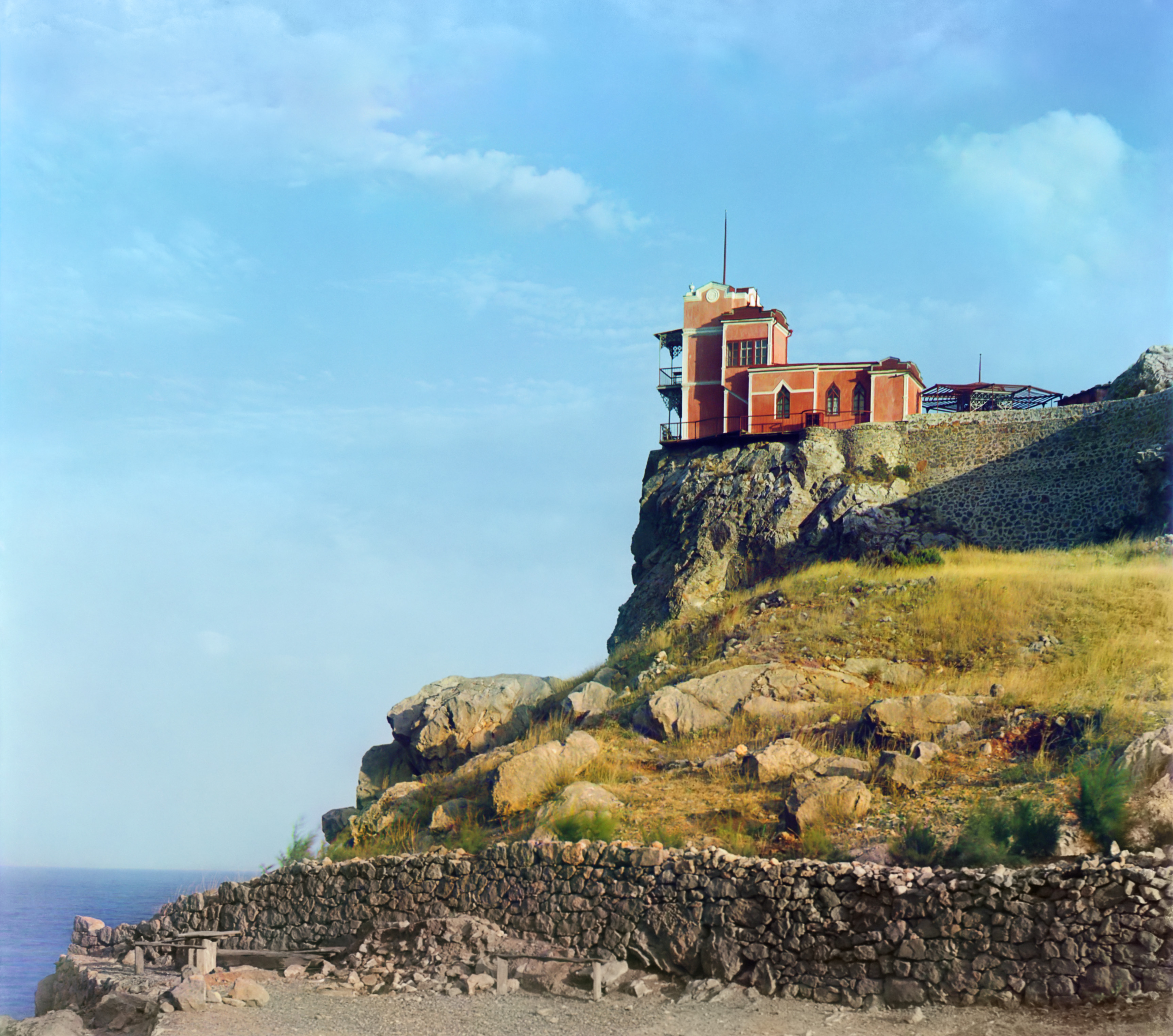
L'originario Nido di rondine costruito in legno fotografato da Sergej Michajlovič Prokudin-Gorskij.

Il primo edificio sulla scogliera fu costruito per un generale russo nel 1895 circa. La prima struttura era un cottage in legno chiamato romanticamente il "Castello dell'Amore". Successivamente la proprietà del cottage passò a A. K. Tobin, un medico della Corte dello zar.
Nel 1911 il barone von Steingel, un nobile tedesco del Baltico che aveva fatto fortuna estraendo petrolio a Baku, acquistò il cottage di legno e nell'arco di un anno lo sostituì con l'edificio attuale. Il gotico scozzese e lo stile neomoresco erano stati introdotti in Crimea negli anni 1820 da Edward Blore, l'architetto del palazzo di Alupka (1828-1846). Paragonato ad Alupka e a Koreiz, il Nido di rondine è più simile allo stile di alcuni castelli tedeschi come il Castello di Neuschwanstein, il Babelsberg di Potsdam e il Castello di Stolzenfels, sebbene l'ambientazione a picco sul mare ricordi piuttosto la torre di Belém a Lisbona.
Nel 1914 von Steinheil vendette l'edificio a P. G. Šelaputin per farne un ristorante. Per breve tempo dopo la Rivoluzione russa, il castello fu usato solo come attrazione turistica. Negli anni trenta, l'edificio fu utilizzato come sala di lettura della vicina colonia marina "Žemčužina".

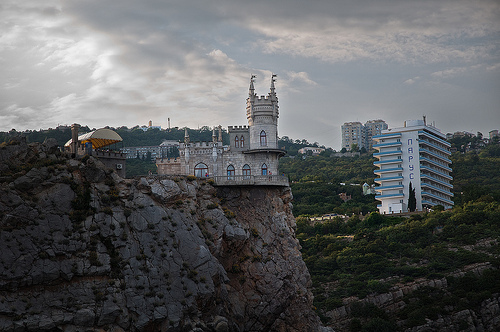
In posizione dominante sul Capo di Ai–Todor, il romantico castello Nido di rondine è situato su una scogliera alta 40 metri.

Nel 1927 il castello Nido di rondine sopravvisse ad un grave terremoto di intensità fra 6 e 7 della scala Richter. L'edificio non fu danneggiato, ad eccezione di alcuni dettagli decorativi che caddero nel mare insieme con una piccola parte della scogliera. Tuttavia nella scogliera si aprì una vasta crepa e per i successivi quarant'anni il castello fu chiuso al pubblico.
Il rinnovo e il restauro del castello furono intrapresi nel 1968. Il progetto prevedeva il restauro di una piccola porzione del castello e l'aggiunta di una soletta di cemento per rinforzare la scogliera. Dal 1975 il castello ospitò un ristorante italiano. Il Nido di rondine appare anche in numerosi film sovietici.

## Architettura
L'edificio ha dimensioni piuttosto ridotte (lunghezza di 20 m e larghezza di 10 m). Il progetto originale prevedeva un ingresso, una stanza per gli ospiti, una scala per la torre e due camere su differenti livelli nella torre. L'interno della stanza per gli ospiti è decorato con pannelli di legno, mentre le pareti delle altre stanze presentano stucchi e dipinti. Un balcone panoramico circonda l'edificio, con una magnifica vista sul mare e sulla distante costa di Jalta.